# Hans Laßleben

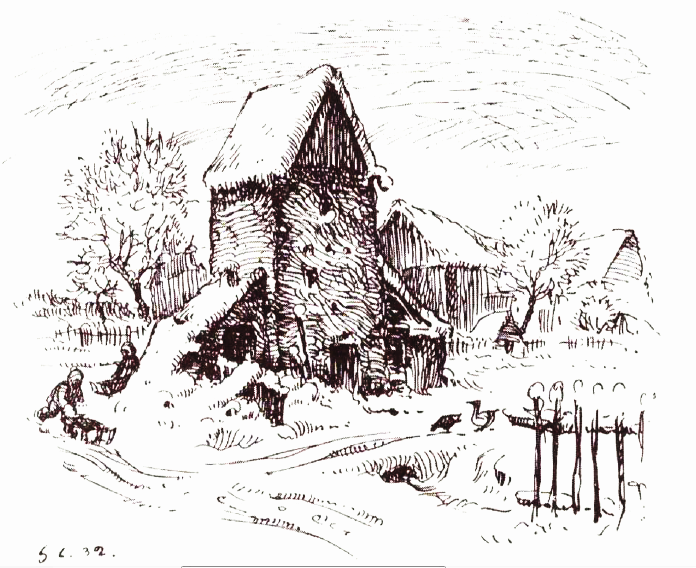
Turm zu Schönleiten, Illustration von Hans Laßleben in Die Oberpfalz (1943)

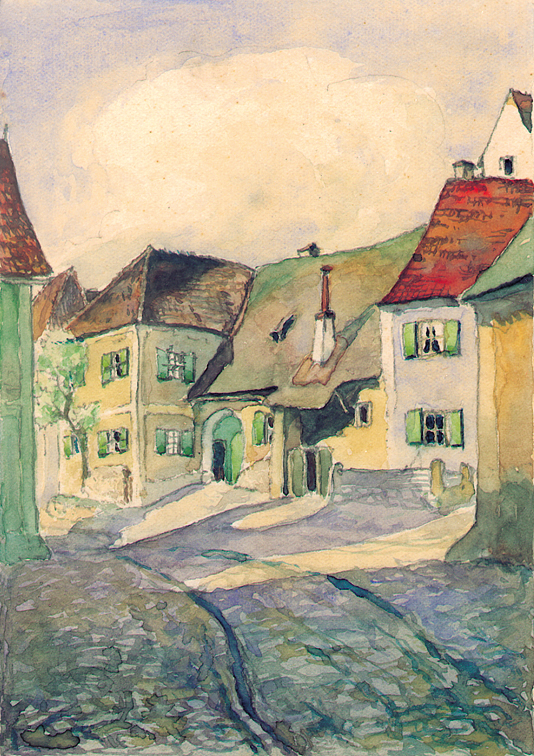
Kallmünz, Am Gänsbügl, aquarellierte Zeichnung von Hans Laßleben

Hans Laßleben (* 30. Mai 1908 in Kallmünz; † 8. Dezember 1941 in Russland) war ein deutscher Zeichenlehrer, Zeichner, Grafiker und Illustrator.

## Leben
Hans Laßleben war ein Sohn des Heimatforschers und Herausgebers Johann Baptist Laßleben. Sein älterer Bruder war der spätere Verleger und Herausgeber Michael Laßleben, seine Schwester Barbara Bredow-Laßleben (1896–1962) fungierte als Schriftleiterin im Verlag des Vaters. Der Maler Gisbert Palmié, der mit seiner Malschule in Kallmünz unterwegs war, erkannte schon damals das zeichnerische Talent des damals 13-Jährigen, der bereits in seiner Jugend viel zeichnete und die Orte und Stimmungen in der Oberpfalz in seinen Federzeichnungen festhielt. Als 20-Jähriger lieferte er Illustrationen für die 1907 von seinem Vater gegründete Heimatzeitschrift Die Oberpfalz und in dessen herausgegebener Monatsschrift Unser Vaterland erschienen Beiträge mit seinen Federzeichnungen, Aquarellen und Radierungen.
Laßleben studierte in München an der Kgl. Akademie der Bildenden Künste und an der Technischen Hochschule. Nach der Referendarzeit als Assessor in Amberg und Regensburg wurde Laßleben 1937 Zeichenlehrer und Studienrat an der Oberrealschule Bayreuth. Im Verlag des Bruders übernahm er 1932 die gesamte Illustration der Zeitung Die Oberpfalz wie auch für das Oberpfälzische Heimatbuch von Karl Winkler. Mangels geeigneter Lehrmaterialien fertigte er 1930 eine geografische Bildkarte des „Regierungsbezirks Oberpfalz und Regensburg“, deren Verwendung nach einer Ausstellung in Regensburg für alle Schulen angeregt wurde. Wegen des Kriegsausbruchs konnte er eine weitere „Ostbayern“-Karte nicht vollenden, denn er wurde 1939 zum Kriegsdienst einberufen.
Hans Laßleben fiel im Rang eines Leutnants im Dezember an der Ostfront.
Einige seiner Arbeiten dienten noch postum für Illustrationen für Publikationen, die im Michael Laßleben Verlag publiziert wurden, beispielsweise für die von seiner Witwe Elisabeth Laßleben anlässlich des 80. Geburtstags von Hans Laßleben herausgegebenes biografisches Werk Die malerische Oberpfalz, herausgegeben von seinem Neffen Erich Laßleben. Manfred Knedlik sah den Radierer Herbert Molwitz künstlerisch in Laßlebens und in Ludwig Steiningers Nähe.

## Publikationen/Illustrationen (Auswahl)
- Karl Winkler: Oberpfälzisches Heimatbuch. Verlag Michael Laßleben, Kallmünz 1929.
- Hans Laßleben (zusammengestellt und ergänzt mit Zeichnungen): Kallmünzer Büchlein. Nach Aufzeichnungen seines Vaters J. B. Laßleben. Verlag Michael Laßleben, Kallmünz 1930.
- Hans Laßleben (1908–1941). Malerisches Alt-Kallmünz. Sieben Zeichnungen in einer Mappe, Verlag Michael Laßleben, Kallmünz 1997.
- Christine Gesierich (Hrsg.): Kallmünzer Kochbuch. [Bilder und Zeichnungen von H. Laßleben; Kalligrafien von Hans Maierhofer], Verlag Michael Laßleben, Kallmünz 2007, ISBN 978-3-784-78257-7.